# Hirondelle messagère
Hirundo neoxena
Espèce
Statut de conservation UICN

 LC  : Préoccupation mineure
L'Hirondelle messagère (Hirundo neoxena) est une espèce de passereaux de la famille des Hirundinidae.

## Répartition
Son aire de répartition s'étend sur la Papouasie-Nouvelle-Guinée, l'Australie, la Nouvelle-Zélande et la Nouvelle-Calédonie.

## Sous-espèces
Cet oiseau est représenté par deux sous-espèces :
- Hirundo neoxena carteri (Mathews, 1912) ;
- Hirundo neoxena neoxena Gould, 1842.

## Galerie d'images

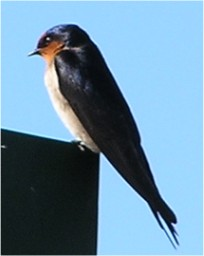
Adulte
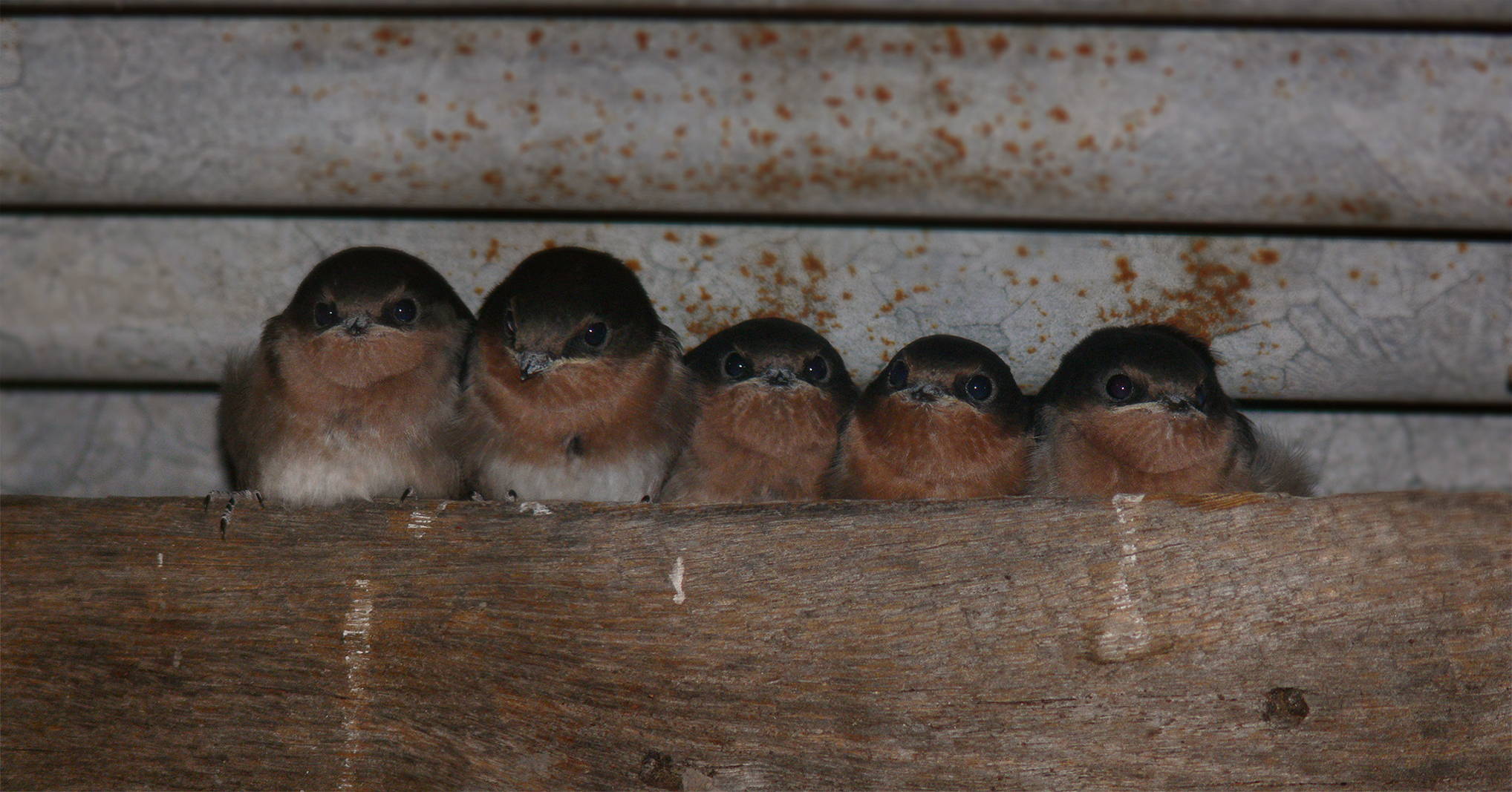
Parents et trois jeunes
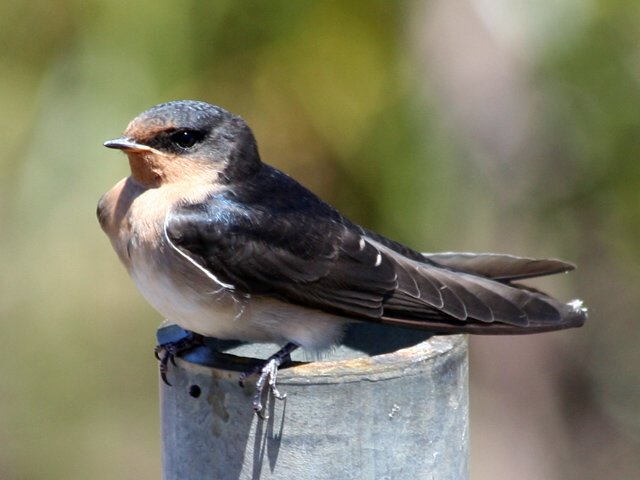
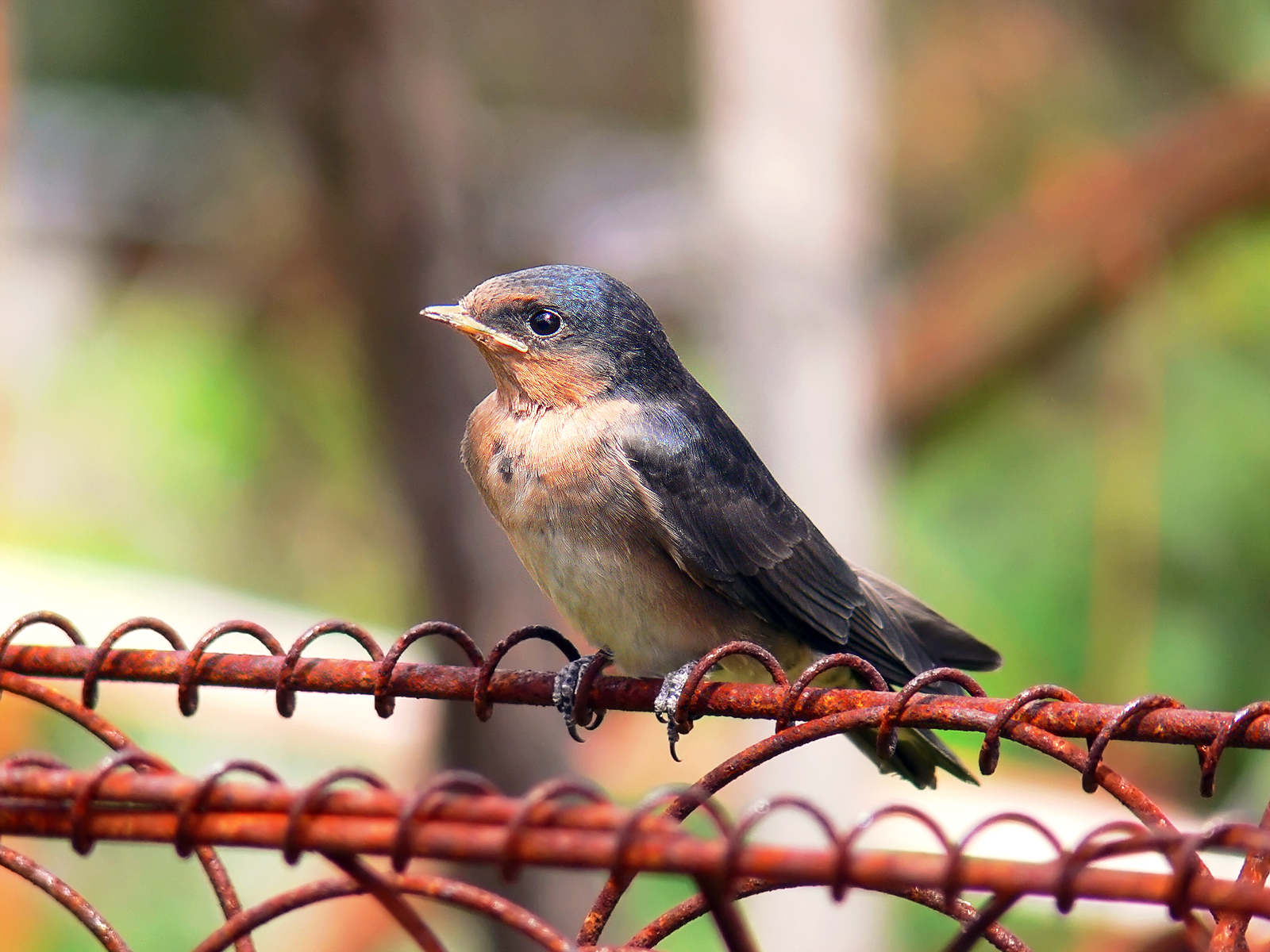
Jeune au départ du nid
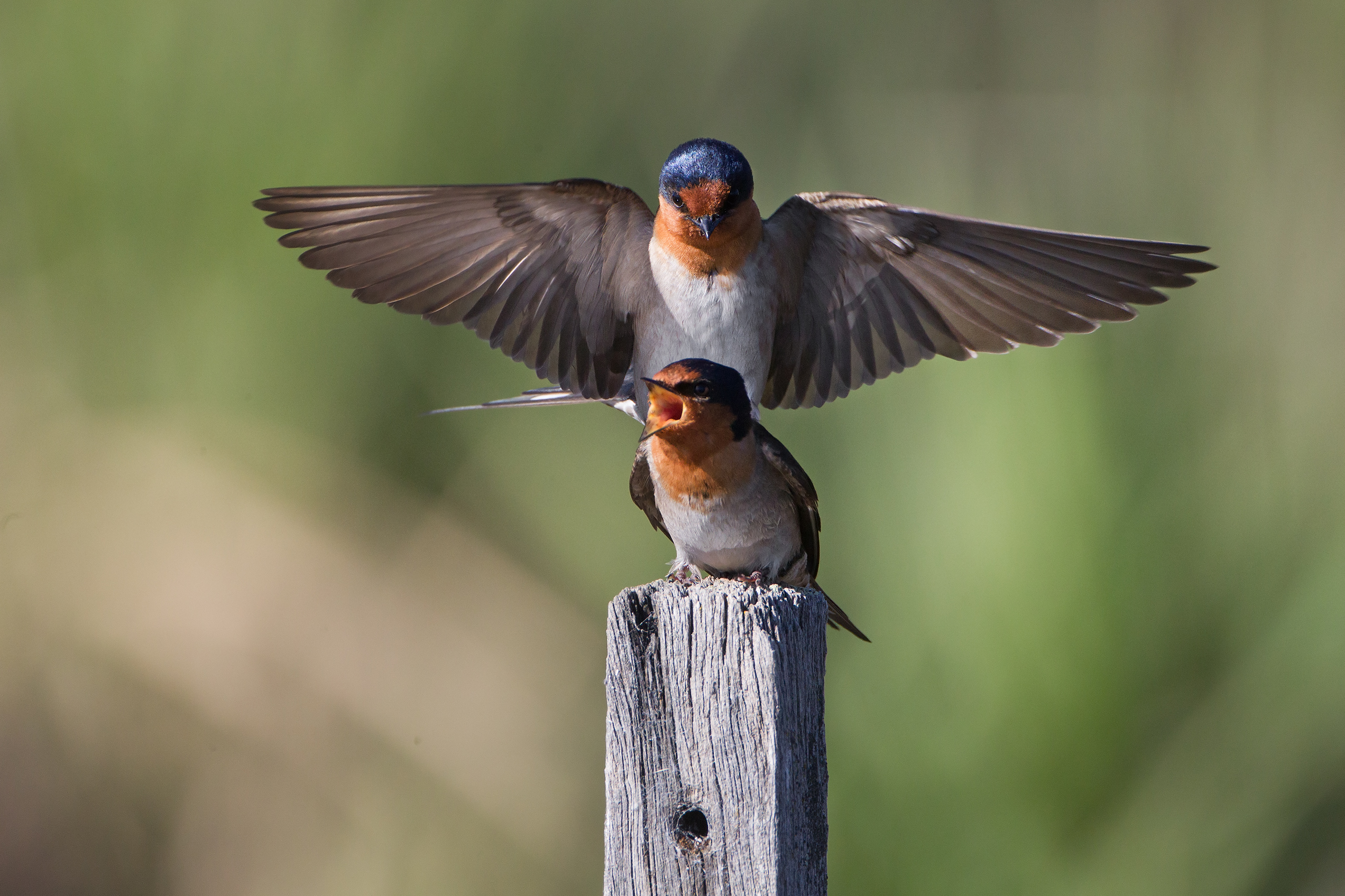